# Antennaria lanata
Antennaria lanata là một loài thực vật có hoa trong họ Cúc. Loài này được (Hook.) Greene mô tả khoa học đầu tiên năm 1898.